# Sports Illustrated
Sports Illustrated è un periodico sportivo statunitense di proprietà del gruppo Authentic Brands Group.

## Panoramica
Considerato uno dei punti di riferimento dell'editoria sportiva mondiale, Sports Illustrated viene pubblicata a partire dall'agosto del 1954. Ha un bacino di utenza di circa 23 milioni di lettori ed è stata la prima rivista con più di un milione di copie a vincere due volte il National Magazine Award for General Excellence. 
Nel novembre 2017 Time Inc. ha venduto Sports Illustrated all'editore Meredith. L'operazione si è inserita nell'ambito di una più grande operazione economica del valore di 2,8 miliardi di dollari che ha portato alla cessione da parte di Time Inc. a Meredith Corporation di diverse riviste.
Nel maggio 2019 la casa editrice Meredith ha venduto i diritti di immagine e la proprietà intellettuale di Sports Illustrated alla società di investimenti Authentic Brands Group, che fa riferimento all'imprenditore Jamie Salter, al prezzo di 110 milioni di dollari, pari a circa 100 milioni di Euro. La rivista continuerà ad essere pubblicata da Meredith che pagherà ad Authentic Brands Group i diritti per lo sfruttamento economico del marchio.
Dal 1964 viene inoltre pubblicato un supplemento a cadenza annuale, Sports Illustrated Swimsuit Issue, sostanzialmente una raccolta di modelle d'alta classe che indossano costumi da bagno di grandi firme della moda e fotografate in luoghi esotici e che ha generato opere e prodotti multimediali complementari.